# Toshiki Takahashi
Toshiki Takahashi (japanisch 高橋 利樹 Takahashi Toshiki; * 20. Januar 1998 in der Präfektur Saitama) ist ein japanischer Fußballspieler.

## Karriere
Toshiki Takahashi erlernte das Fußballspielen in der Jugendmannschaft der Omiya Minami Wings, der Schulmannschaft der Saitama Sakae High School, sowie in der Universitätsmannschaft der Kokushikan-Universität. Seinen ersten Profivertrag unterschrieb er im Februar 2020 bei Roasso Kumamoto. Der Verein, der in der Präfektur Kumamoto beheimatet ist, spielte in der dritten japanischen Liga, der J3 League. Sein Profidebüt gab Toshiki Takahashi am 27. Juni im Heimspiel gegen den Kagoshima United FC. Hier stand er in der Startelf und spielte die kompletten 90. Minuten. 2021 feierte er mit Kumamoto die Meisterschaft der dritten Liga und den Aufstieg in die zweite Liga. Nach insgesamt 97 Ligaspielen und 31 geschossenen Toren wechselte er im Januar 2023 zum Erstligisten Urawa Red Diamonds. Am 4. November 2023 stand er mit den Urawa Reds im Finale des Ligapokals. Hier verlor man gegen den Erstligisten Avispa Fukuoka mit 2:1. Im März 2024 folgte dann eine Leihe zum Yokohama FC in die zweite Liga. Am Ende der Saison 2024 wurde er mit Yokohama Vizemeister und stieg in die erste Liga auf.

## Erfolge
Roasso Kumamoto
- Japanischer Drittligameister: 2021  ▲

Urawa Red Diamonds
- Japanischer Ligapokalfinalist: 2023

Yokohama FC
- Japanischer Zweitligavizemeister: 2024  ▲